# Order of Merit (golf)
Order of Merit, OoM, även kallad penningliga eller penninglista. OoM är golfens rankinglista på tourerna och visar inspelade pengar under säsongen. Harry Vardon Trophy delas ut till den som vinner OoM på PGA European Tour och Arnold Palmer Award delas ut till den som vinner OoM på PGA Tour.